# Soós Ferenc (püspök)
Soós Ferenc (Kudu (Szolnok-Doboka megye), 1670. – 1720. június 19.) református lelkész, az Erdélyi református egyházkerület püspöke 1717-től haláláig.

## Élete
Kuduban született, ahol tanulni is kezdett; tanulmányait Kolozsvárt folytatta és külföldön végezte, ahol 1696. augusztus 25-én a franekeri egyetem hallgatói közé iratkozott. Hazatérte után két évig gróf Bethlen László udvari papja volt, 1700 elején pedig kolozsvári lelkész lett. 1710-ben kolozskalotai esperessé, 1717 őszén az erdélyi egyházkerület püspökévé választatott.
Nevét Sósnak is írták.

## Munkái
- Dissertatio Metaphysico-Theologica De Prima Veritate Exhibens certorum Dei Attributorum, Natura & Revelatione notorum, legitimam cum Primo Vero connexionem, pars Prima ... Franequerae, 1698
- Jó cselekedetekre való serkengetés és a munkás Szeretetre való Intés. Mellyet a boldog eml. Néhai Nemzetes Szent-Jóbi György uram, a Nemes Kolozsvár városának egyik érdemes Exactorának, &c. meghidegedett Teste felett tött az Istennek beszédéből, Istennek dicsőségére, jó Fautorának érdemlett betsületire és közönséges épületre, a szomorú 1704. esztendőben Sz. Jakab havának 14-dik napján Kolozsváratt a Meghóltnak Híd-útszai házánál ... Kolozsvár, 1704
- Isteni kéz avagy igazgatás. Melly ki-mutatja magát hatalmason minden dolgokban: nevezetesen pedig ki-adá magát ... Viczei Mária véletlen halálában. Uo. 1716 (Szatmár Némethi Sámuelné ... Isteni félelmével ... cz. gyűjtőczímmel, Baczoni J. Máté beszédével és gyászversekkel együtt)
- A dög-halál Isten harcza az emberekkel: Mellyben megmutatódik, mint győzedelmeskedik isten a testen. Miképen forgassa pedig ember magát ebben a hartzban és minémű hadi lelki készülete légyen, arról oktattatik e rövid együgyü munka által a halandó ember. Mellyet erőtelenségi között készítvén; az erdélyi ... reform. státusoknak ajánl. Uo. 1720 (Ujabb kiadása. Uo. 1739. Latinul is megjelent: Positiones de peste ... Uo. 1720)